# Pintadera

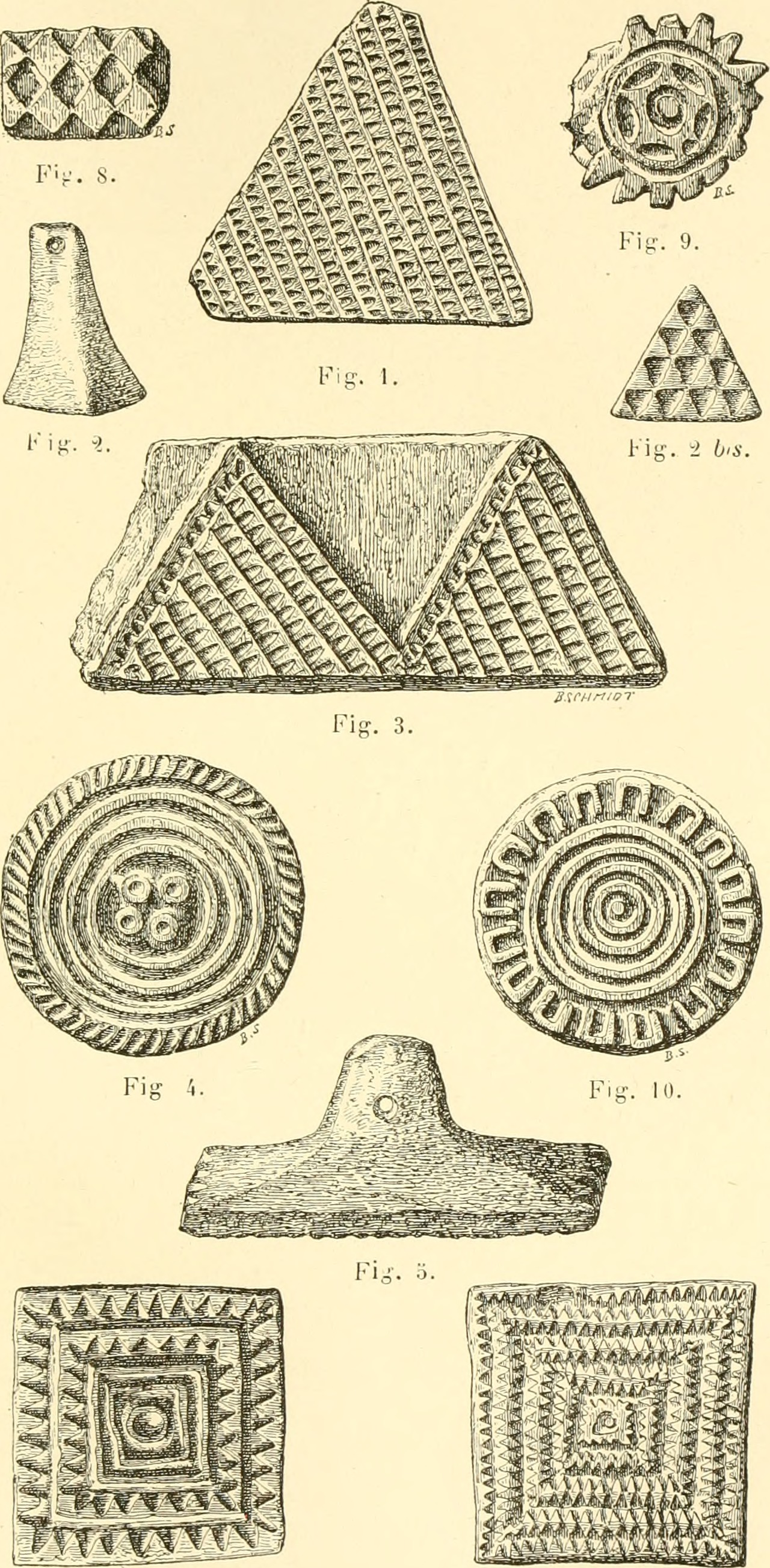
Dibujo de varios modelos de pintaderas originarias de Gran Canaria.

Pintadera es el nombre dado en Canarias (España) a unas piezas arqueológicas identificadas como sellos y elaboradas por los aborígenes canarios, preferentemente en barro cocido, existiendo algunos ejemplares realizados en madera. Proceden de yacimientos arqueológicos de la isla de Gran Canaria y tienen formas geométricas como triángulos, rectángulos, cuadrados, círculos etc., decorados a su vez con motivos igualmente geométricos impresos.
Las pintaderas son de tamaño variable, oscilando sus dimensiones entre los 2 y los 12 cm. En su parte posterior suelen llevar una prolongación o apéndice a modo de mango de sujeción que puede estar perforado por un agujero de suspensión.
Los motivos decorativos de estas piezas son similares a los que aparecen en la decoración de determinados vasos cerámicos o a los encontrados en las paredes interiores de ciertas cuevas, de las que el caso más significativo es el de la Cueva Pintada de Gáldar. 
La funcionalidad de las mismas no puede ser asegurada con rotundidad, si bien se plantea que servirían para la decoración corporal impregnándolas con tintes naturales, o como marca personal para sellar los cierres de los silos en los graneros colectivos, dejando su huella sobre el barro húmedo que sellaba las puertas.
Tanto el Museo de la Naturaleza y la Arqueología de Tenerife, como el Museo Canario y el Museo y Parque Arqueológico Cueva Pintada de Gran Canaria poseen en sus colecciones una gran muestra de este tipo de piezas.